# Macrosiphoniella aktashica
Macrosiphoniella aktashica är en insektsart. Macrosiphoniella aktashica ingår i släktet Macrosiphoniella och familjen långrörsbladlöss.

## Underarter
Arten delas in i följande underarter:
- M. a. aktashica
- M. a. hirsuta